# Kristi Toliver
Kristi Renee Toliver (ur. 27 stycznia 1987 w Harrisonburg) – amerykańska koszykarka występująca na pozycjach rozgrywającej lub rzucającej, posiadająca także słowackie obywatelstwo, mistrzyni WNBA, od 2023 zawodniczka Washington Mystics.
11 lutego 2020 została zawodniczką Los Angeles Sparks. 25 kwietnia 2023 zawarła umowę z Washington Mystics.
19 sierpnia 2021 dołączyła do sztabu trenerskiego Dallas Mavericks.

## Osiągnięcia
Stan na 1 listopada 2023, na podstawie, o ile nie zaznaczono inaczej.

### NCAA
- Mistrzyni:
  - NCAA (2006)
  - przedsezonowego turnieju Women's National Invitation Tournament (WNIT – 2007–08)
- Uczestniczka rozgrywek:
  - Elite 8 turnieju NCAA (2006, 2008, 2009)
  - II rundy turnieju NCAA (2006–2009)
- Mistrzyni:
  - turnieju konferencji Atlantic Coast (ACC – 2009)
  - sezonu regularnego ACC (2009)
- Zawodniczka roku konferencji ACC (2009)
- Laureatka Nancy Liberman Award (2008)
- MVP turnieju przedsezonowego WNIT (2007–08)
- Zaliczona do:
  - I składu:
    - All-American (2008, 2009)
    - All-ACC (2008, 2009)
    - NCAA Final Four (2006)
    - turnieju:
      - NCAA Albuquerque (2006)
      - Terrapin Classic (2006)

    - pierwszoroczniaczek ACC (2006)

  - III składu ACC (2007)

### WNBA
- Mistrzyni WNBA (2016, 2019)
- Wicemistrzyni WNBA (2018)
- Największy postęp WNBA (2012)
- Zaliczona do II składu WNBA (2012)
- Uczestniczka meczu gwiazd WNBA (2013, 2019[6])

### Drużynowe
- Mistrzyni:
  - Euroligi (2016, 2018)
  - EuroCup (2013, 2014)
  - Rosji (2015–2018)
- Wicemistrzyni:
  - Euroligi (2015)
  - Węgier (2010)
- Brąz:
  - Euroligi (2017)
  - pucharu Rosji (2013)
- Zdobywczyni:
  - Superpucharu Europy (2016)
  - pucharu Rosji (2017)
- Finalistka:
  - Superpucharu Europy (2013, 2015)
  - pucharu Węgier (2010)

### Indywidualne
(* – nagrody i wyróżnienia przyznane przez portal eurobasket.com)
- Zaliczona do*:
  - I składu zawodniczek zagranicznych ligi:
    - rosyjskiej (2012)[7]
    - węgierskiej (2010)[8]

  - II składu ligi rosyjskiej (2012)[7]
  - składu honorable mention ligi rosyjskiej (2014, 2016)[9][10]

### Reprezentacja
- Uczestniczka mistrzostw Europy (2015 – 9. miejsce)